# Andreas Schopenhauer
Andreas Schopenhauer (* 11. Juni 1720; † 23. Dezember 1793 in Danzig, Westpreußen, Königreich Preußen) war ein deutscher Kaufmann in Danzig. Er war der Großvater des Philosophen Arthur Schopenhauer.

## Leben

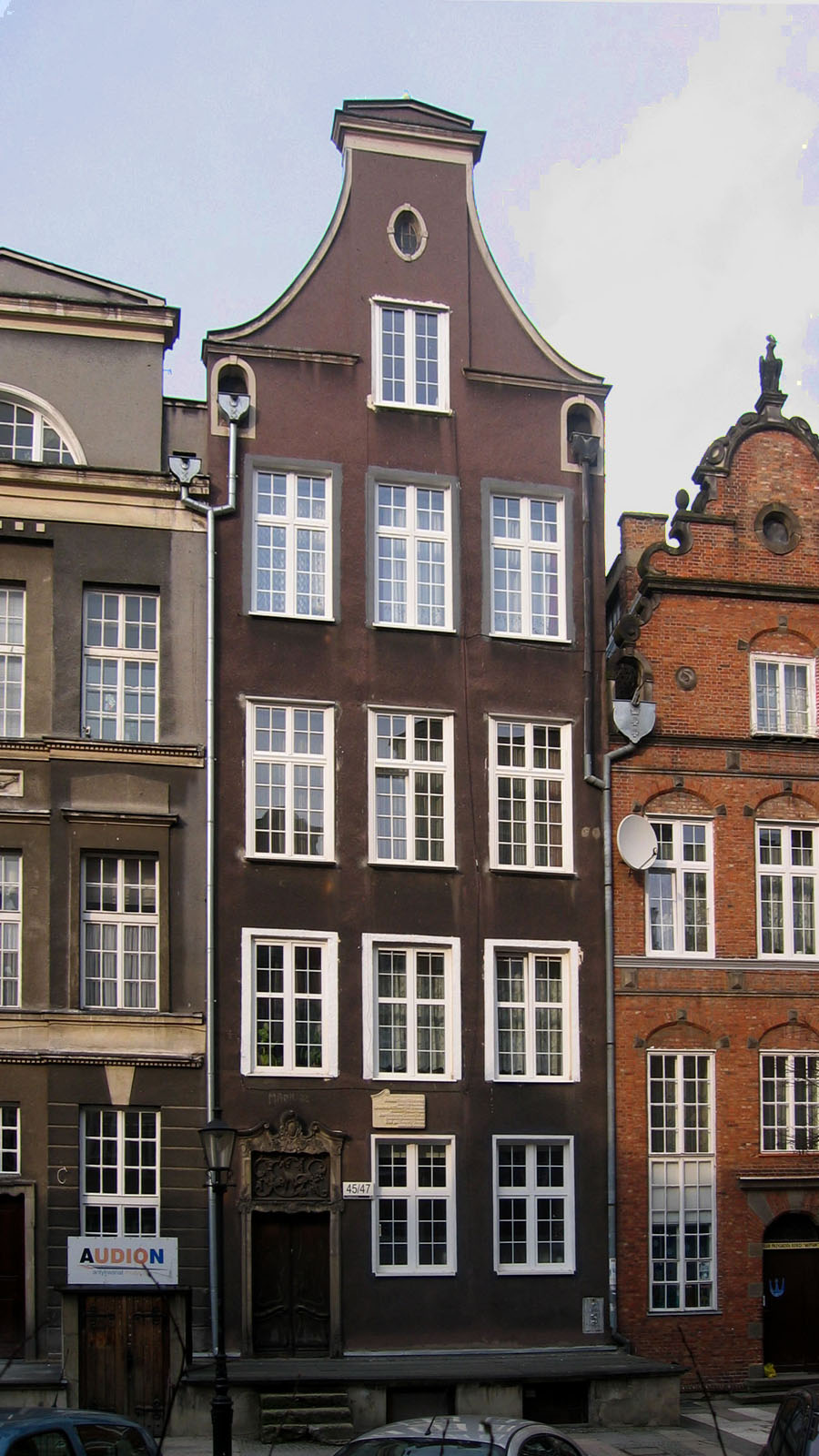
Schopenhauer-Haus in Danzig

Die Familie Schopenhauer (auch Schoppenhauer) ist als Bauern in der Umgebung von Danzig seit dem 15. Jahrhundert bezeugt. Andreas’ Vater Johann Schopenhauer (1670–1724/25) war der erste erwähnte Kaufmann in der Familie und Pächter der Domäne Stutthof. Die Mutter war Marie Elisabeth Lessig (1680–1726).
Andreas Schopenhauer machte eine Ausbildung zum Kaufmann und bekam 1741 das väterliche Erbe mit der Volljährigkeit ausgezahlt, dazu den Anteil des verstorbenen Bruders Johann Leo (1711–1741).
1744 gründete er mit Hendrik Soermans (Johann Heinrich Soermann), der Resident (Vertreter) der Niederlande in der Hansestadt Danzig gewesen war, ein Handelsunternehmen. Dieses exportierte Holzwaren nach Frankreich (Dünkirchen, Bordeaux), auch in die Niederlande (Amsterdam) und England und importierte Wein und Salz. Auch zum Zarenhof in St. Petersburg gab es Handelskontakte. Seit 1750 führte Schopenhauer die Firma allein. Er besaß eine Kraftmehlfabrik in Ohra und eine Aschbude in Neuschottland, mehrere Gebäude in Danzig, darunter das Wohnhaus der Familie in der Heilige-Geist-Straße 114 (heute ul. św. Ducha 47, das Geburtshaus von Arthur Schopenhauer) und das ehemalige Haus der Äbte von Oliva, außerdem ein Gut in Ohra mit der halben Gemarkung des Ortes.
Andreas Schopenhauer machte auch Geldgeschäfte, er war als Bankier tätig und half der Stadt Danzig in schwierigen Zeiten. Es gibt Unterlagen über eine Verurteilung wegen unerlaubten umfangreichen Handels mit der Silbermünze Tympf. Schopenhauer trat auch als Wohltäter auf und war Mitglied im Vorstand des Kinderwaisenhauses von 1746 bis 1780.
Andreas Schopenhauer hatte zahlreiche Gemälde in seinem Haus, deren Maler aber nicht bekannt sind. Er war das vermögendste Mitglied der Familie Schopenhauer und schuf einen Besitz, von dem die nachfolgenden Generationen leben konnten.
Andreas Schopenhauer war mit Anna Renata Soermans (1726–1793), der Tochter seines Geschäftspartners Hendrik Soermans (1700–1775), verheiratet. Sie hatten 15 Kinder, unter ihnen war Heinrich Floris, der der Vater des Philosophen Arthur Schopenhauer wurde.
- Johann Heinrich Schopenhauer (1746–?)
- Heinrich Floris Schopenhauer (1747–1805), heiratete 1785 Johanna Trosiener (1766–1838)
  - Arthur Schopenhauer (1788–1860) – Philosoph
  - Adele Schopenhauer (1797–1849) – Schriftstellerin
- Johann Friedrich Schopenhauer (1748–1794)
- Maria Renata Schopenhauer (1750–1807). Sie war verheiratet mit dem Kaufmann Christian Gottfried Tietz (1740–1789), sie hatten einen einzigen Sohn:
  - Carl Gottfried Tietz (1781–1833)
- Anna Charlotte Schopenhauer (1751–?)
- Anna Sabina Schopenhauer (1755–?)
- Karl Gotthilf Schopenhauer (1757–?)
- Michael Andreas Schopenhauer (1758–1813)
- Florentine Charlotte Schopenhauer (1760–?)
- Karl Gottfried Schopenhauer (1761–1795)
- Charlotte Leviana Schopenhauer (1763–?)

Andreas Schopenhauer ist im Familiengrab an der Kirche in Ohra bestattet worden.